# Gabi Riera
Gabriel Riera Lancha (Andorra la Vella, 5 giugno 1985) è un ex calciatore andorrano, di ruolo attaccante.

## Palmarès

### Club

#### Competizioni nazionali
- Supercopa andorrana: 1

FC Santa Coloma: 2019